# Nederlands kampioenschap voetbalquiz
De Nederlandse Kampioenschappen Voetbalquiz is een jaarlijks kampioenschap waarin de deelnemers vragen krijgen over het nationale en internationale voetbal. De NK Voetbalquiz wordt beschouwd als 'de moeder aller Nederlandse voetbalquizzen'.

## Geschiedenis
De quiz werd voor het eerst gehouden in 2000 in de kantine van voetbalclub Excelsior Maassluis in Maassluis. Jarenlang werd de quiz, mede vanwege de hoge moeilijkheidsgraad, beschouwd als het officieuze Nederlandse kampioenschap voetbalquizzen. In 2008 werd het etiket NK aan de quiz toegevoegd.
Vanwege het groeiend aantal deelnemers werd de quiz vanaf 2005 gehouden in sporthal Olympiahal in Maassluis. In 2016 vond de quiz voor het eerst buiten Maassluis plaats, namelijk in het Maasgebouw in stadion Feyenoord in Rotterdam. Bij deze editie waren er 360 deelnemers.
Traditioneel vindt de quiz eind december plaats. De organisatie wilde hiervan afwijken door het NK van 2019 te verschuiven naar juni 2020, maar door de uitbraak van het coronavirus werd deze editie geschrapt. De twintigste editie is gehouden in december 2022. In 2022 is BetCity als hoofdsponsor aan het evenement verbonden  voor de komende drie jaar.  

## Winnaars NK voetbalquiz
- 2022: Roderick Smal en Bas Schreurs
- 2021: Geen editie
- 2020: Geen editie
- 2019: Geen editie
- 2018: Rypke Bakker en Michel Abbink
- 2017: Rypke Bakker en Michel Abbink
- 2016: Roderick Smal en Bas Schreurs
- 2015: Camiel Boor en Tom Roijers
- 2014: Camiel Boor en Tom Roijers
- 2013: Rypke Bakker en Michel Abbink
- 2012: Roderick Smal en Bas Schreurs
- 2011: Roderick Smal en Bas Schreurs
- 2010: Harry Hamer en Willem van Beeren
- 2009: Roderick Smal en Bas Schreurs
- 2008: Harry Hamer en Willem van Beeren

## Winnaars officieus NK voetbalquiz
- 2007: Harry Hamer en Willem van Beeren
- 2006: Harry Hamer en Willem van Beeren
- 2005: Harry Hamer en Willem van Beeren
- 2004: Harry Hamer en Willem van Beeren
- 2003: Harry Hamer en Willem van Beeren
- 2002: Bob Heerkens en Jurriaan van Wessem
- 2001: Harry Hamer en Willem van Beeren
- 2000: Harry Hamer en Jasper Steppé